# Madame Vignon
Madame Vignon ou Madame Vignon-Chauvin, est une marchande de modes, modiste et couturière française. 
Madame Vignon est en faveur et devient une couturière très demandée pendant la Deuxième République et le Second Empire.
Dans les années 1860, Madame Camille, Charles Frederick Worth, Madame Palmyre ou encore Madame Vignon-Chauvin sont les grandes figures de modes de l’époque. 